# Rajidae
{{Bảng phân loại
| name = Cá đuối Skate
| image = 
| image_width = 250px
| image_caption = 
| fossil_range = 
<ref name=FB>Chủ biên Ranier Froese và Daniel Pauly. (2009). "Rajidae" trên FishBase. Phiên bản tháng 4 năm 2009.
Cá đuối Skate (Danh pháp khoa học: Rajidae) là một họ cá đuối trong bộ cá đuối (Rajiformes), chúng là những loài cá có quan hệ gần gũi với cá mập. Cá đuối cùng với cá mập tạo thành nhánh elasmobranch, một lớp phụ của cá sụn.

## Đặc điểm
Thay vì có xương sống làm bằng xương, cá mập, cá đuối có bộ xương làm từ sụn mềm và uyển chuyển. Giống các loài cá đuối ó, cá đuối skate thường có thân bẹt, với một đuôi dài. Đa số các loài sống ở đáy biển, nơi hình dạng của chúng giúp chúng trốn dễ dàng bằng cách chôn vùi trong cát. Tuy nhiên, cũng có một số khác biệt giữa cá đuối skate và cá đuối ó. Không giống một số loài cá đuối ó, không có loài cá đuối skate nào có gai chích độc ở đuôi, nhưng chúng có hàng gai nhọn để tự vệ. Skate có đuôi ngắn hơn và vây hậu môn có thể có hai thùy thay vì một, thùy đầu tiên đôi khi trông giống một cái chân biến đổi nhỏ, được gọi là crus (cuống, chân, đùi), và được dùng để phụ giúp di chuyển.
Cá đuối skate và ray có mắt trên đỉnh đầu. Đằng sau mắt là những lỗ thở bơm nước tới mang. Cá đuối skate và ray đã có sự điều chỉnh đặc biệt phù hợp để sống ở đáy biển. Ví dụ, mắt của chúng nằm ở bên trên thân, hướng lên phía trên. Điều đó cho phép chúng nhìn thấy những kẻ săn mồi tiềm năng ở phía trên chúng. Bên cạnh mắt, chúng cũng có một cơ quan được gọi là lỗ thở (spiracle). Vì các lỗ thở nằm ngay cạnh những con mắt và trông giống như chúng đang nháy mắt, chúng có thể bị nhầm lẫn là những con mắt, nhưng thật sự chúng là một phần của hệ hô hấp.
Cá mập thường cho nước chảy qua mang bằng cách lấy nước vào qua miệng khi bơi. Tuy nhiên cá đuối không thể làm điều này, vì miệng chúng nằm ở phía dưới, đối mặt với cát. Điều đó cho phép chúng đào bới xuống lớp đáy biển dễ dàng để bắt thức ăn như những loài động vật có vỏ. Trong khi đó, để thở, chúng dùng các lỗ thở để bơm nước qua mang mà không nuốt cát vào miệng.Một con cá đuối skate đựccó thể được nhận diện nhờ vây hậu môn của nó (ở gốc đuôi) có hai thùy, một trong đó là chân biến đổi. Một phần phụ thêm là thùy bám (clasper) mà con cái không có. Cá đuối skate là thùy đôi với một chân biến đổi. Bên dưới vây hậu môn, con đực có hai bộ phận phụ gọi là thùy bám, bộ phận mà con cái không có.
Dù chúng có những đặc điểm chung, có lẽ sự khác biệt lớn nhất giữa chúng là cá đuối skate đẻ trứng, trong khi ray đẻ con (cá mập cũng vậy, tùy theo loài). Buồng trứng của cá đuối skate được gọi là mermaid’s purse (hay ví của nàng tiên cá) được cấu tạo từ chitin, đó là chất tương tự như móng tay. Đa số cá đuối skate và ray bị giới hạn sống ở đáy biển và trông có vẻ ít nhiều là tròn, những loài này hoàn toàn đa dạng, bao gồm cả một loài có hình thù kỳ dị guitarfish (một con cá đuối skate) tới loài cá đuối manta khổng lồ.